# Elfin Cove
Elfin Cove is een plaats (census-designated place) in de Amerikaanse staat Alaska, en valt bestuurlijk gezien onder Skagway-Hoonah-Angoon Census Area.

## Demografie
Bij de volkstelling in 2000 werd het aantal inwoners vastgesteld op 32.

## Geografie
Volgens het United States Census Bureau beslaat de plaats een oppervlakte van 28,1 km², waarvan 27,7 km² land en 0,4 km² water.
De plaats ligt aan een kleine beschutte baai in de Cross Sound.

## Plaatsen in de nabije omgeving
De onderstaande figuur toont nabijgelegen plaatsen in een straal van 56 km rond Elfin Cove.